# Amtsbezirk Užusaliai

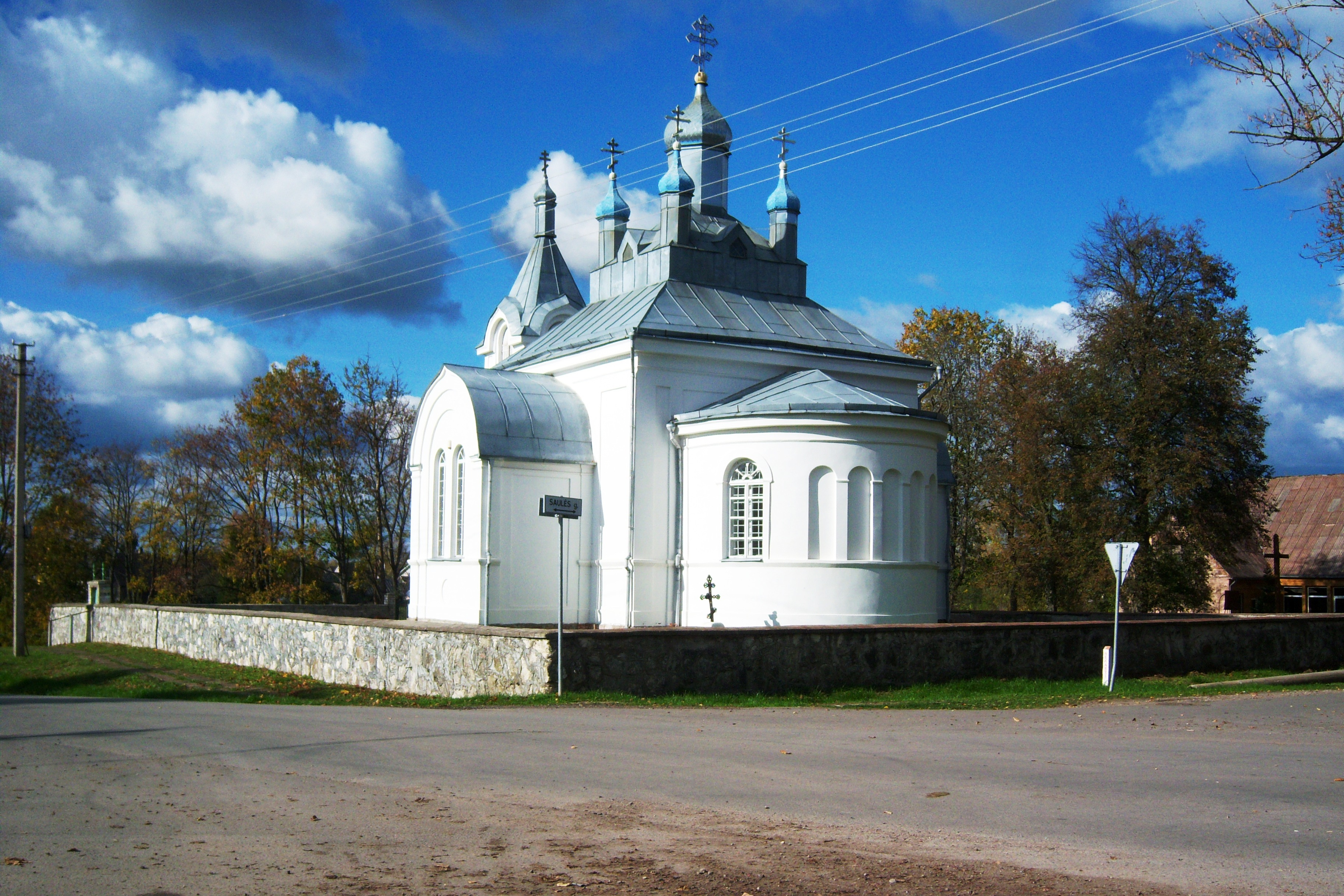
Russisch-Orthodoxe Kirche Užusaliai

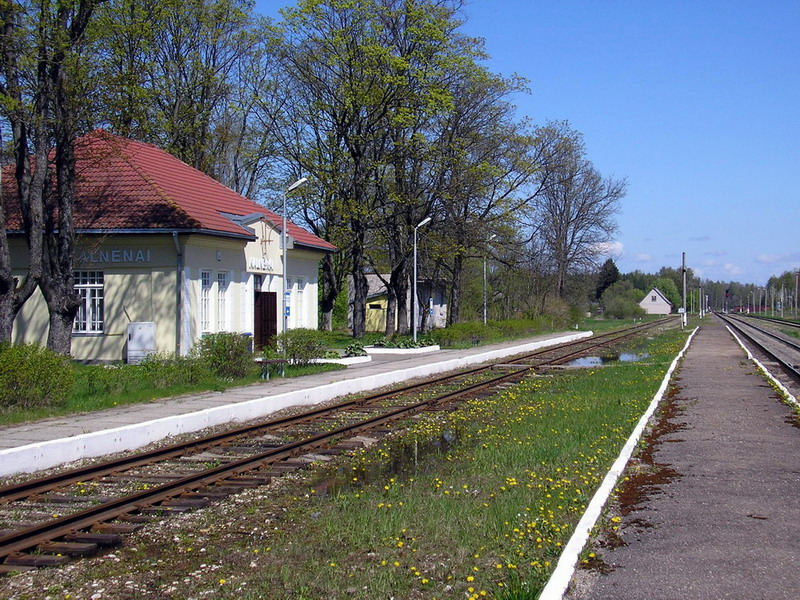
Bahnhof Kalnėnai

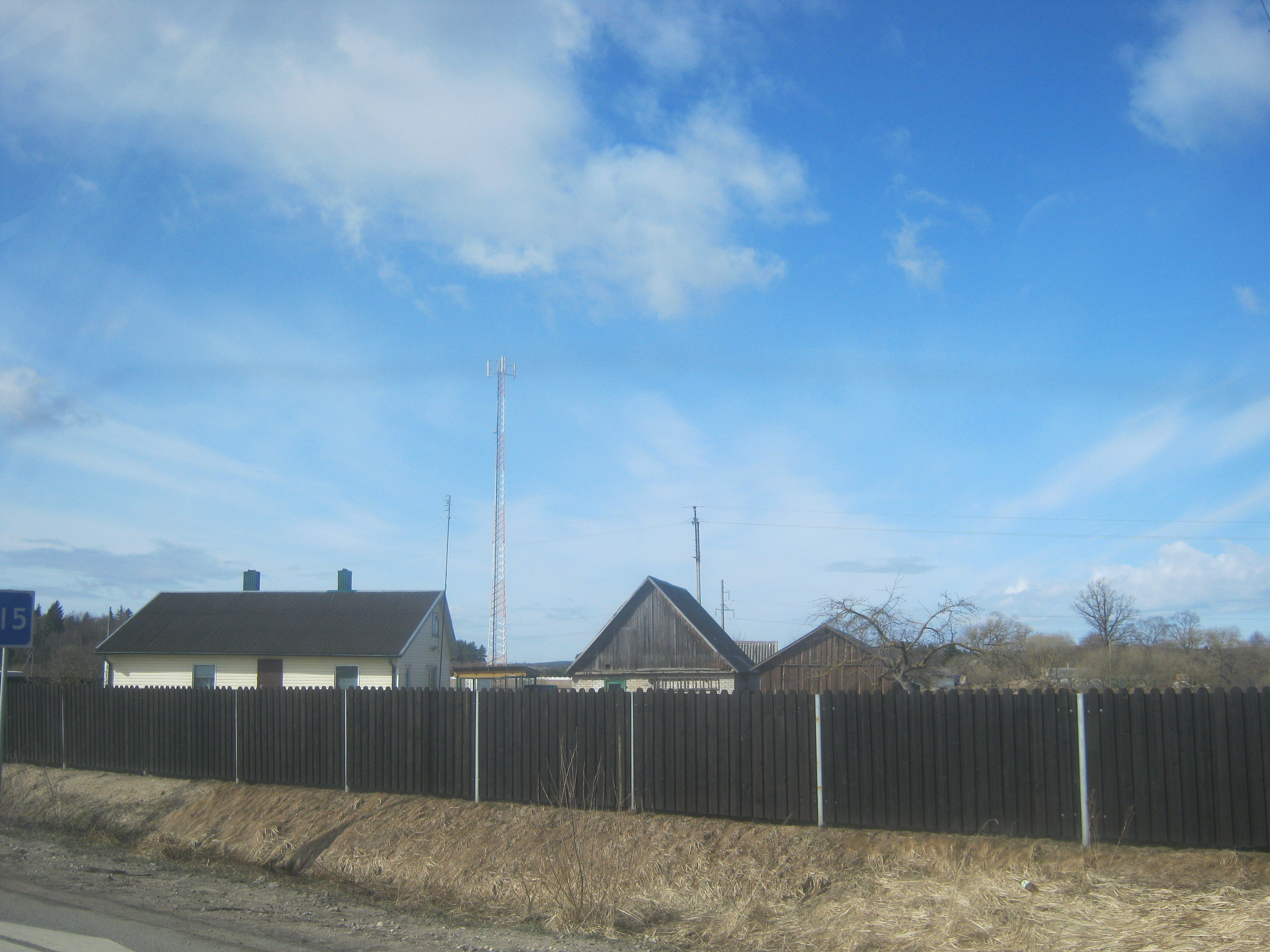
Dorf Išorai

Der Amtsbezirk Užusaliai (lit. Užusalių seniūnija) ist ein Amtsbezirk mit 28 Dörfern und 2326 Einwohnern (Stand 2011) in der Rajongemeinde Jonava, südwestlich von Jonava im Bezirk Kaunas in Litauen. Das Territorium beträgt 81 km². Das Zentrum des Amtsbezirks ist das Dorf Užusaliai. Er grenzt sich mit der Rajongemeinde Kaunas und Rajongemeinde Kaišiadorys.

## Leiter
- bis 2010: Vincentas Prakapavičius
- seit 2010: Vijolė Šadauskienė

## Unteramtsbezirke
Seit 2009 gibt es 7 Unteramtsbezirke (seniūnaitija):
- Išorai (482 Einwohner): Išorų k.
- Kalnėnai (346 E.): Kalnėnų gst., Daukliūnų k., Didžiojo Raisto k., Mikainių k., Sunkinių k., Pabiržio k.
- Krėslynai (468 E.): Krėslynų k., Girininkų II k., Turžėnų k., Šešuvos k., Guldynų k.
- Paskutiškiai (98 E.): Paskutiškių k., Šafarkos k., Būdų II k., Būdų III k.
- Sviloniai (200 E.): Svilonių k., Svilonėlių k., Pašilių k.
- Užusaliai (486 E.): Saulės, Sodų, Pagojo, Girelių, Būdų, Lakštingalų, Pravartos, Žibučių, Saulėtekio, Taikos Str. 25, 27, 29–70 (Haus-Nr.)
- Veseluvka (400 E.): Veseluvkos k. Gėlių, Jaunimo, Vyturių, Miglos, Beržų, Bijūnų, Rudmėnų, Taikos Str. 1–24, 26, 28 (Haus-Nr.)